# Margaretha Sigfridsson

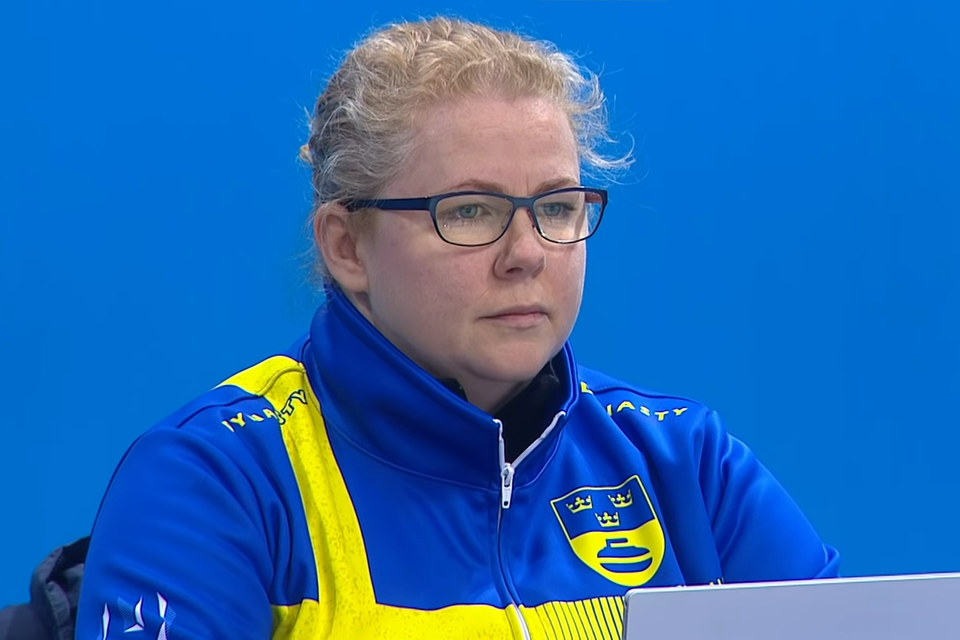
Margaretha Sigfridsson

Lilli Margaretha Sigfridsson, född 28 januari 1976 i Svegs församling, är en svensk curlingspelare. 
Hon är skip i sitt lag. Hennes lagkamrater i lag Sigfridsson är Christina Bertrup, Maria Wennerström, Maria Prytz och reserven Agnes Knochenhauer.
Hon tog ett silver i junior-VM i curling 1997. Hon har tagit silver i VM i curling 2002, 2009, 2012 och 2013. Hon har även tagit guld 2010, silver 2011, brons 2012 och guld 2013 i EM i curling.
Hon har läst Medieteknikutbildningen vid dåvarande Mitthögskolan med start 1996.